# Инжирный сад (Пражский Град)
Инжирный сад (чеш. Fíkovna) — постройка в стиле ренессанс в Королевском саду Пражского Града рядом с Летним дворцом королевы Анны. Возведена архитектором Ульрико Аосталли в 1572 году. С 1962 года причислена к культурным памятникам Чешской республики.
Сооружение представляет собой каменные стены ограничивающие территорию примерно в 12х73 метра. В зимнее время иногда сооружалась временная крыша из досок и соломы, порой сад отапливался.
В настоящее время выращивание инжира возобновлено.